# Përmet

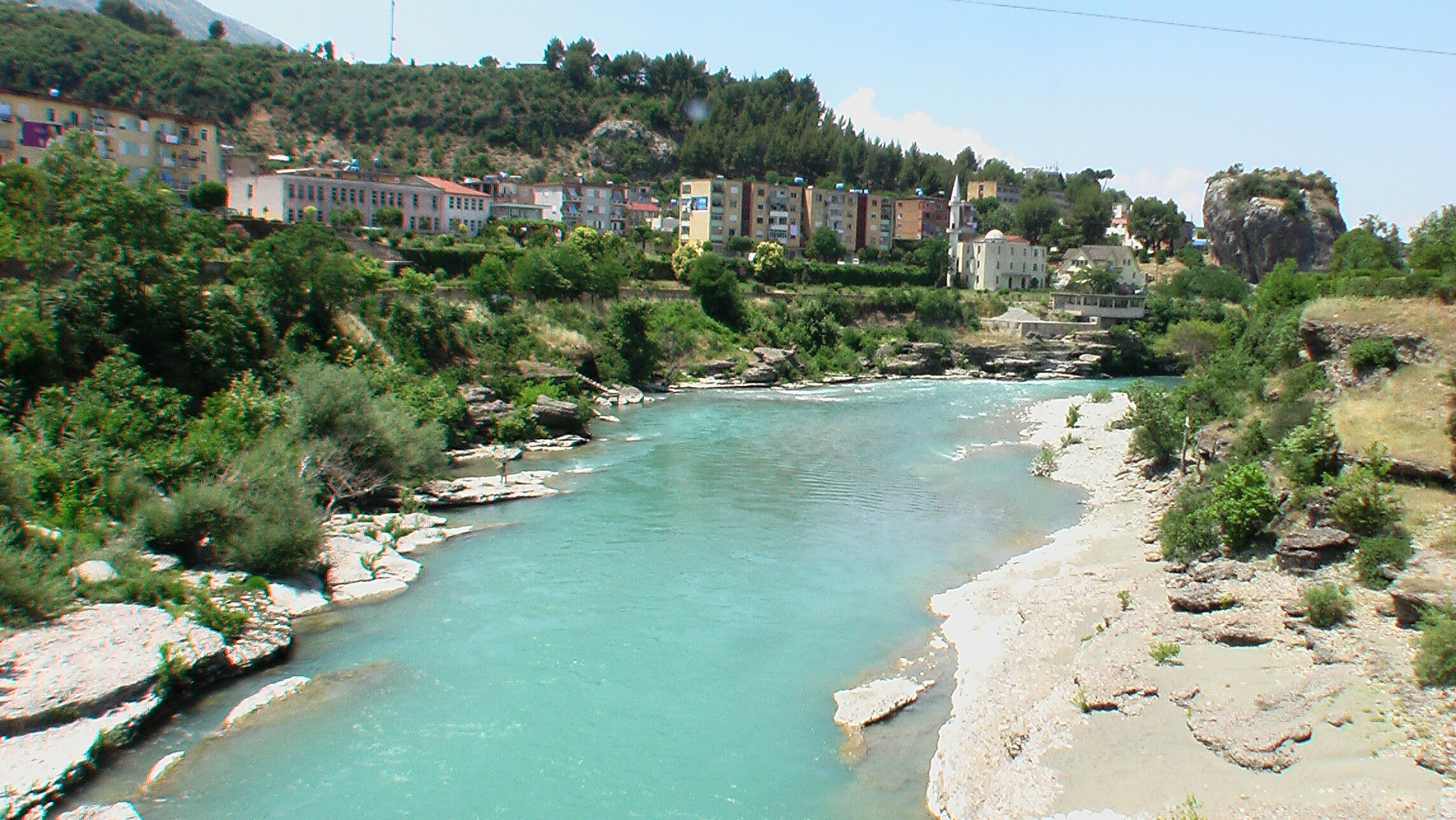
Përmet

Përmet és una petita localitat del sud d'Albània. És la capital de la província que rep el mateix nom que la ciutat. El poble està situat a la gorga del riu Këlcyrë.
Compta amb una població de 7,980 habitants en una superfície de 602.47 km².
La seva economia està basada en el sector agrícola, concretament en la producció de vi i raki, la beguda tradicional albanesa.
El poble té una mesquita destacada, l'església ortodoxa de Sant Nicolau i sobretot una roca màgica. Aquesta roca es troba al costat de la mesquita i el seu origen és desconegut, ja que en cap cas va poder caure de la muntanya que hi ha més a prop, és un dels grans orgulls de la regió.
El poble és seu de l'equip de futbol del SK Përmeti.